# Liudmila Xixova
Liudmila Xixova   (Nijni Nóvgorod, 1 de juny de 1940 - Nijni Nóvgorod, 21 de febrer de 2004) fou una tiradora d'esgrima russa, especialista en floret, que va competir sota bandera de la Unió Soviètica durant les dècades de 1950 i 1960.
El 1960 va prendre part en els Jocs Olímpics d'Estiu de Roma, on va guanyar la medalla d'or en la prova del floret per equips del programa d'esgrima. Quatre anys més tard, als Jocs de Tòquio, va guanyar la medalla de plata en la mateixa prova.
Una vegada retirada va treballar en una clínica prenatal i en una maternitat, però deixà la feina per treballar com a entrenadora d'esgrima. Fou entrenadora durant més de 18 anys, formant a nombrosos tiradors d'esgrima de primer nivell.